# Olympische Winterspiele 1924/Teilnehmer (Ungarn)
| Gelbes Symbol für Goldmedaillen mit stilisierten Olympischen Ringen | Graues Symbol für Silbermedaillen mit stilisierten Olympischen Ringen | Braundes Symbol für Bronzemedaillen mit stilisierten Olympischen Ringen |
| ------------------------------------------------------------------- | --------------------------------------------------------------------- | ----------------------------------------------------------------------- |
| —                                                                   | —                                                                     | —                                                                       |

Ungarn nahm an den Olympischen Winterspielen 1924 in Chamonix mit einer Delegation von 4 Athleten in 1 Sportart teil. Das ungarische NOK hatte 13 Sportler zu den Spielen gemeldet, von denen 4 an Wettkämpfen teilnahmen. Ein Athlet nahm bereits zum zweiten Mal an Olympischen Spielen teil:
- István Déván (1912 Leichtathletik)

Bilanz: Ähnlich wie bei den Österreichern stiftete auch die Teilnahme Ungarns an den Winterspielen etwas Unruhe in den Reihen der Sportler und Funktionäre. Immerhin galt das Land im Verbund mit Österreich und Deutschland als Kriegstreiber des Ersten Weltkrieges. Während Österreich und Ungarn zu den Spielen der VIII. Olympiade 1924 nach Paris und Chamonix eingeladen wurden, verwehrten die Franzosen Deutschland die Teilnahme. Ungarn hätte im Eiskunstlaufen gute Medaillenchancen gehabt. Aber der gemeldete Altmeister Andor Szende (WM-Dritter 1910, 1912 und 1913 sowie Vizeeuropameister 1913) reiste nicht an. Auch Opika von Méray Horváth, Eiskunstlaufweltmeisterin von 1913 und 1914, verspürte kein besonderes Interesse an einer Olympiateilnahme und hatte diese gar nicht erst zugesagt. Das gemeldete Bobteam reiste ebenfalls nicht an, so dass am Ende nur vier Skisportler die junge Republik vertreten sollten. Unter ihnen zwei Leichtathleten. István Déván nahm 1912 in Stockholm am 200-Meter-Lauf teil und Béla Szepes wird vier Jahre später bei den Spielen der IX. Olympiade 1928 Bronze im Speerwurf gewinnen. Hier in Chamonix haben die Ungarn nicht den Hauch einer Chance und finden sich stets am Ende des Feldes wieder, wenn sie denn überhaupt die Wettkämpfe beenden.

## Teilnehmer nach Sportarten

### Skisport(4)
- István Déván
18 km Langlauf (Platz 31), Nordische Kombination (dnf), Skispringen (dns)
- Walter Delmár
18 km Langlauf (dns)
- Aladár Háberl
18 km Langlauf (dns), Nordische Kombination (dnf), Skispringen (dns)
- Ferenc Németh
50 km Langlauf (Platz 20)
- Béla Szepes
18 km Langlauf (dnf), Nordische Kombination (dnf)

### Eiskunstlauf
- Andor Szende
Männer (dns)

### Bobsport
Viererbob (dns)
- C. Csepely
- István Déván
- B. Gyurkovich
- J. Huttner
- A. Kohler
- E. Pereti
- R. Schwabl
- F. Szirtes

Bobteam inklusive Reservefahrer